# Renanthera storiei
Renanthera storiei är en orkidéart som beskrevs av Heinrich Gustav Reichenbach. Renanthera storiei ingår i släktet Renanthera och familjen orkidéer.
Artens utbredningsområde är Filippinerna. Inga underarter finns listade i Catalogue of Life.